# Bolsjojballet
Het Bolsjojballet (Russisch: Балет Большого театра) (Bolsjoj betekent 'groot' in het Russisch) is een internationaal gerenommeerd klassiek balletgezelschap, gevestigd in het Bolsjojtheater in Moskou, Rusland. Het Bolsjojballet staat al jarenlang aan de top van de internationale balletwereld en kent een eeuwenlange traditie en geschiedenis. Samen met het Mariinskiballet in Sint-Petersburg wordt het Bolsjoj erkend als het belangrijkste balletgezelschap van Rusland.

## Geschiedenis
Het Bolsjojballet was het eerste vaste balletgezelschap in Moskou en werd in 1776 opgericht door prins Pjotr Oeroessov en de Engelse acrobaat Maddox. De optredens van het ballet werden in de beginperiode opgevoerd in de privé-vertrekken van de prins en werden bezocht door een select gezelschap. Vanaf 1780 vestigde het balletgezelschap zich in het Petrovskitheater. In dit theater werden toneelstukken, ballet- en operavoorstellingen opgevoerd. In 1805 brandde het Petrovskitheater volledig af. 
Dit theater, dat hernoemd werd naar het Bolsjojtheater, werd in 1825 heropend. In dit nieuwe theater werden uitsluitend opera- en balletvoorstellingen opgevoerd. Klassiek ballet en opera werden beschouwd als verfijnde en hoogstaande kunstvormen. De opvoering van toneelstukken had minder aanzien en werd daarom verplaatst naar het Malitheater (Mali betekent dan ook 'klein' in het Russisch). In 1853 werd het Bolsjojtheater opnieuw ernstig beschadigd door een brand. Architect Cavos herstelde het gebouw en bracht rijke versieringen aan in het interieur. In 1856 opende het vernieuwde Bolsjojtheater wederom zijn deuren en is tot op de dag van vandaag de thuisbasis van het Bolsjojballet. 
Het Bolsjojballet was in de Sovjetperiode voornamelijk te zien in Moskou. Het eerste optreden van het Bolsjojballet buiten de Sovjet-Unie was in 1956. Het gezelschap trad voor het eerst op in West-Europa in het Royal Opera House in Londen. Tegenwoordig is de situatie nagenoeg omgekeerd. Het Bolsjoj Ballet is gedurende het jaar voornamelijk op tournee in alle delen van de wereld en is zelden meer in het Bolsjojtheater in Moskou aan te treffen.

## Bekende dansers en medewerkers

### Dansers
- Galina Oelanova
- Marina Semjonova
- Olga Lepesjinskaja
- Michail Mordkin
- Vasili Tichomirov
- Jekaterina Geltzer
- Asaf Messerer

- Maja Plisetskaja
- Pjotr Goesev
- Aleksej Jermolajev
- Nikolaj Fadejetsjev
- Maris Liepa
- Jekaterina Maksimova
- Vladimir Vasiliev

- Natalia Bessmertnova
- Loedmila Semenjaka
- Nadezjda Pavlova
- Irek Moechamedov
- Aleksandr Godoenov
- Nina Ananiasjvili
- Olga Smirnova

### Choreografen
- Rostislav Zacharov
- Leonid Lavrovski
- Fjodor Lopoechov

### Componisten
- Aram Chatsjatoerjan
- Dmitri Sjostakovitsj

### Orkestdirigent
- Joeri Fajer

### Bestuur
- Aleksandr Gorski
- Vasili Tichomirov
- Joeri Grigorovitsj
- Aleksej Ratmanski